# ینیجه
ینیجه (به ترکی استانبولی: Yenice) شهری است در کشور ترکیه که در استان آنکارا واقع شده‌است. جمعیت این شهر بر اساس سرشماری سال ۲۰۰۸ میلادی ۵٬۳۷۷ نفر و بر اساس برآوردهای سال ۲۰۰۹ میلادی ۷٬۸۸۷ نفر می‌باشد.